# Crédito Predial Português
O Crédito Predial Português (CPP) foi uma instituição bancária Portuguesa fundada em 24 de Outubro de 1864 sob o nome de Companhia Geral do Crédito Predial Português, com os seus estatutos sendo elaborados de forma semelhante aos do banco Crédit Foncier. Entre os seus fundadores encontram-se pessoas e entidades como Francisco de Oliveira Chamiço, José Isidoro Guedes e a Companhia Utilidade Pública. A sua sede seria instalada inicialmente na Travessa de Santo António da Sé, em Lisboa, sendo transferida em 1925 para a Rua Augusta e em 1984 para o Campo Pequeno, onde ficaria até a sua integração.
A instituição seria criada numa altura onde, devido a mudança nas leis de criação de sociedades anónimas, 46 bancos seriam criados entre 1863 e 1876. O seu capital inicial possuía partes iguais de franceses e portugueses, assim como a suas primeiras gerências.
Em 1910, uma polémica em volta da CGCPP rebentaria, com a descoberta de vários desvios de centenas de contos, por parte de vários gerentes e membros administrativos da instituição, assim como o mau estado das contas da instituição, com suspeitas de instabilidade se desenvolvendo desde 1888. Devido ao seu tamanho na altura, o tema tornar-se-ia de importância pública. A informação da situação chegaria a imprensa, levando a que várias pessoas retirassem seu dinheiro do banco, assim como a liquidação do seu crédito. Com as reformas realizadas de 1911 para a frente, tanto através de ação do governo como por parte da administração, a mesma acabaria por se salvar de ser dissolvida.
Em 1970, através do Decreto-Lei nº 565/70, passa-se a chamar Crédito Predial Português. Entre 1974-1975, com o 25 de Abril de 1974 e a posterior nacionalização da banca, o CPP acabaria nas mãos do Governo.
No ano de 1992, a 2 de Dezembro, o CPP foi privatizado, através de uma Oferta Pública de Venda. A participação como accionista maioritário foi adquirida pelo Banco Totta & Açores (hoje parte do Grupo Santander). Em 1995 o Crédito Predial Português foi integrado no Grupo Mundial Confiança.